# YG – Was kommt nach Big Bang?
YG – Was kommt nach Big Bang? ist eine südkoreanische Serie von Netflix und YG Entertainment aus dem Jahr 2018. Die Hauptrolle spielt Big Bangs Seungri als Leiter der fiktionalen Strategie-Abteilung von YG Entertainment. Alle auftretenden Schauspieler, Sänger und Gaststars spielen sich selbst.
Regie führte Park Jun-su, der u. a. die Mockumentary God of Music (2012) produzierte. Das Drehbuch stammt von Kim Min-seok, der auch an Saturday Night Live Korea beteiligt war.
Die Serie basiert teilweise auf wahren Erlebnissen und wartet mit zahlreichen Cameos südkoreanischer Stars auf.

## Handlung
Seungri von der Boygroup Big Bang ist bei Yang Hyun-suk, Chef des Labels YG Entertainment in Ungnade gefallen. Deshalb macht er ihn zum Leiter des Future Strategy Office (YG전략자료본부), wo Ärger machende Künstler und Sonderlinge untergebracht werden. Offiziell sollen Seungri und seine Mitarbeiter das verlorene Image inmitten einer Krise aufpolieren. Seungri möchte so schnell wie möglich zurück und das Future Strategy Office verlassen. Deshalb möchte er sich besonders viel Mühe geben, um von Yang wieder anerkannt zu werden. Doch in der Regel schlagen seine Ideen fehl.

## Episodenliste
| Nr.                                                                                               | Deutscher Titel    | Originaltitel     |
| ------------------------------------------------------------------------------------------------- | ------------------ | ----------------- |
| 1                                                                                                 | Familientag        | Family Day        |
| 2                                                                                                 | Säuberungsaktionen | Clean YG          |
| 3                                                                                                 | Musikgeschäft      | Music Business    |
| 4                                                                                                 | Plan B             | Plan B            |
| 5                                                                                                 | Geldproblem        | Financial Problem |
| 6                                                                                                 | Große Krise        | Big Crunch        |
| 7                                                                                                 | Dunkle Nacht       | Dark Night        |
| 8                                                                                                 | Neues Gesicht      | New Face          |
| Am 5. Oktober 2018 wurden alle Folgen der ersten Staffel gleichzeitig bei Netflix veröffentlicht. |                    |                   |